# Biblia Gáspára Károlya
Biblia Gáspára Károlya (węg. Károlyi-biblia) lub Biblia z Vizsoly (węg. Vizsolyi Biblia) – węgierski przekład Pisma Świętego dokonany przez Gáspára Károlya (ok. 1529–1591) i opublikowany w roku 1590. Najważniejszy z historycznego punktu widzenia protestancki przekład Biblii. Wielokrotnie wznawiany i używany do dziś.

## Historia
Powstający na Węgrzech ruch reformacyjny od początku zakładał umożliwienie dostępu do Pisma Świętego jak najszerszym rzeszom wiernych. Pierwszym rękopiśmiennym tłumaczeniem Pisma Świętego na język węgierski była prawie kompletna Biblia husycka (1416–1435). Wraz z wynalezieniem druku jednym z głównych zadań działaczy reformacyjnych stał się pełny przekład Biblii na język węgierski oraz jego opublikowanie drukiem. Już w drugiej połowie lat 40. XVI wieku powstał zespół tłumaczy, którym kierował jeden z wybitnych działaczy reformacyjnych, Gáspár Heltai (ok. 1490–1574). Zespół ten przez wiele lat pracował nad tłumaczeniem w Kolozsvárze w Siedmiogrodzie. Jednakże efektem pracy nie była jednolita Biblia w języku węgierskim. Przekład powstawał i był wydawany niesystematycznie, przez co ukazywał się w długim okresie. Został opublikowany w sześciu niejednolitych tomach (1551, 1552, 1560, 1562, 1565). Z tego też względu to tłumaczenie nie zyskało popularności czytelniczej.
W tej sytuacji pracę nad jednolitym przekładem rozpoczął w roku 1586 Gáspár Károlyi, pastor Kościoła reformowanego. Przekład ten został wydany w roku 1590 w Vizsoly (stąd nazwa: Vizsolyi Biblia) w nakładzie około 700–800 egzemplarzy. Autor nie korzystał z języków oryginalnych. Źródłem przekładu Károlyego była przede wszystkim łacińska Wulgata i grecka Septuaginta, wykorzystał także łacińskie tłumaczenie Immanuela Tremelliusa oraz bilingwiczny Nowy Testament wydany przez Teodora Bezę. W swoim przekładzie Károlyi wykorzystał także z pewnością wcześniejsze tłumaczenia poszczególnych psalmów wydanych przez Istvána Székelya (Zsoltárkönyv, Kraków 1548) i Gáspára Heltaiego (Biblia sześciotomowa).
Biblia Károlyego do dziś dnia pozostaje wzorem dla węgierskiego języka i stylu biblijnego. Chociaż w wielu miejscach jej poziom literacki jest znacznie niższy od innych przekładów (np. porównując cztery Ewangelie Gábora Pestiego, Wiedeń 1536), jednak to właśnie pełny przekład Biblii Károlyego zyskał wielką popularność wśród węgierskich protestantów. Do wzrostu jej znaczenia przyczyniała się coraz silniejsza kontrreformacja pod panowaniem habsburskim, której kolejne ataki wymuszały kolejne wydania tego przekładu. Do II wojny światowej Biblia z Vizsoly ukazała się w sumie w stu edycjach i do dziś służy węgierskim czytelnikom.